# Росс, Августин
Августин Росс Эдвардс (исп. Agustín Ross Edwards; 5 февраля 1844, Ла-Серена, Чили — 20 октября 1926, Винья-дель-Мар, Чили) — чилийский политик, дипломат и банкир. Сын Давида Росса и Кармен Эдвардс. Был женат на Сюзане Феррари Биллингхёрст — первой женщине-летчике на южно-американском континенте, внучатой племяннице президента Перу Гильермо Биллингхёрста.

## Биография
Росс родился 5 февраля 1844 года в Чили в городе Ла-Серена. Учился в школе Карлос Симон Керр. Позднее Росс отправился в Шотландию, где учился в учреждении Queen Street c 1856 по 1860 год. В феврале 1892 года стал министром в Великобритании.
Росс вернулся в Пичилему примерно в 1890 году. В Сан-Фернандо в сентябре 1885 года он выкупил у Франциско Торреальба пляж Пичилему. У пляжа он построил гостиницу в европейском стиле. Эваристо Мерино был назначен управляющим этой гостиницы. В Сантьяго де Чили им было возведено казино и разбит парк.
Августин вступил в ряды Национальной партии Чили. С 1897 по 1903 год работал сенатором Кокимбо.
Росс умер 26 октября 1926 года, в Винья-дель-Мар. Всё имущество, принадлежавшее Августину, было передано муниципалитету Пичилему.

## Список литературы
- Хосе Арраньо Асеведо. Don Agustín Ross y su Máxima Creación: Pichilemu (исп.) (14 июля 2008). Дата обращения: 12 апреля 2010. Архивировано 24 апреля 2012 года..